# Chitry-les-Mines
Chitry-les-Mines ist eine französische Gemeinde mit 218 Einwohnern (Stand: 1. Januar 2022) im Département Nièvre in der Region Bourgogne-Franche-Comté. Sie gehört zum Arrondissement Clamecy und zum Kanton Corbigny. 

## Geographie
Chitry-les-Mines liegt etwa 60 Kilometer südlich von Auxerre an der Yonne. Umgeben wird Chitry-les-Mines von den Nachbargemeinden von Marigny-sur-Yonne im Norden und Westen, Ruages im Norden und Nordosten, Corbigny im Osten und Südosten sowie Chaumot im Süden und Westen.

## Bevölkerungsentwicklung
| Jahr                       | 1962 | 1968 | 1975 | 1982 | 1990 | 1999 | 2006 | 2011 | 2018 |
| Einwohner                  | 236  | 209  | 183  | 187  | 248  | 248  | 239  | 225  | 208  |
| Quellen: Cassini und INSEE |      |      |      |      |      |      |      |      |      |

## Sehenswürdigkeiten
- Kirche Saint-Martin aus dem 15. Jahrhundert
- Schloss Chitry-les-Mines aus dem 14. Jahrhundert mit Kapelle, seit 1942/1987 Monument historique

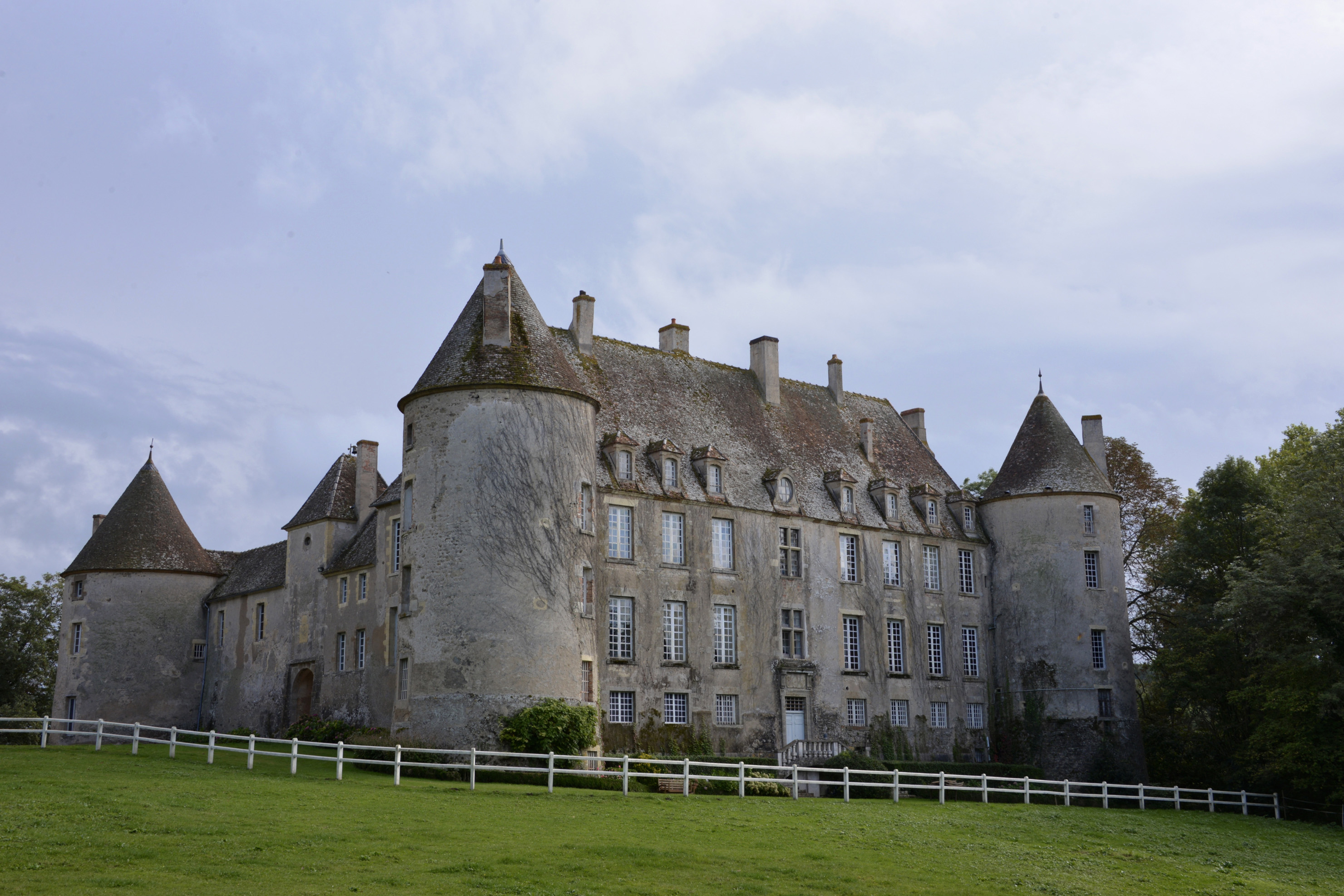
Schloss Chitry-les-Mines

## Persönlichkeiten
- Jules Renard (1864–1910), Schriftsteller, hier begraben
- Paul Frankeur (1905–1974), Schauspieler, hier begraben
- Alexandre Rignault (1901–1985), Schauspieler